# ششنند
سيسناندو دافيدس (بالإسبانية: Sisnando (Sesnando) Davides)‏ أو سيسناندو دافيدث (بالإسبانية: Sisnando Davídez/Davídiz/Davidiz)‏، ويعرف في المصادر العربية باسم ششنند (توفي في 25 أغسطس 1091) هو نبيل وقائد عسكري برتغالي مستعرب من قادة معارك الاسترداد (سقوط الأندلس). ولد في تنتوغال، قرب قلمرية، وكان معاصرًا للسيد، غير أن نشاط ششنند كان يتركز في الجنوب الغربي من شبه الجزيرة الإيبيرية، بينما كان السيد في شرقها.

## في بلاط بني عباد
كان أصل ششنند من مقاطعة بيرة في شمالي البرتغال، أُسر حدثًا في غارة قام بها القاضي ابن عباد في منطقة قلمرية، ثم أُخذ إلى إشبيلية وربي مع فتيان القصر، واشتغل في شؤون الخاص. ولما تولى المعتضد، قدر مواهبه، ومعرفته بشؤون الجزيرة، فنظمه بين وزرائه أو معاونيه، فنال ثقته، وتمكن نفوذه، وسرعان ما علت مكانته في البلاط العبادي، واستخدمه المعتضد في السفارة بينه وبين فرناندو الأول ملك ليون وقشتالة.

## في بلاط قشتالة
لم يلبث ششنند أن تعرض لخصومة بعض رجال البلاط وسعايتهم، فخشي العاقبة، وفر من إشبيلية إلى الشمال، ولجأ إلى بلاط فرناندو الأول ملك ليون وقشتالة، فرحب به، ونظمه بين مستشاريه، لما كان عليه من معرفة تامة باللغة العربية، والدين الإسلامي، وأحوال المسلمين وعاداتهم، وكان له فيما بعد أكبر أثر في تكييف سياسة فرناندو الأول وخلفه ألفونسو السادس نحو ملوك الطوائف.
يقال إن ششنند هو الذي أشار على فرناندو الأول بالاستيلاء على قلمرية سنة 1064 م/456 هـ، وقد عينه فرناندو بعدها حاكمًا لقلمرية وأعمالها، ومنحه عندئذ لقب «الكونت» فحكم قلمرية بكفاءة، ونال احترام النصارى والمسلمين على السواء، وكان يلقب لدى المسلمين عندئذ بالوزير، على النمط الإسلامي.
بعد وفاة فرناندو الأول، خدم ششنند ولده وخليفته ألفونسو السادس، ولما استولى ألفونسو السادس على مدينة طليطلة، في مايو 1085، عهد بحكمها إلى ششنند، فسلك مع أهلها مسلك المودة واللين، وبذل جهده ليخفف عنهم وقع هذا التبدل في مصايرهم، فاستمال قلوب الكثيرين منهم، وأقبل بعض العامة على التنصر، ونصح ششنند مليكه أن يلتزم الاعتدال والروية في معاملة المدينة المفتوحة.
غير أن بعض الروايات تنفي أن يكون ششنند قد عين حاكمًا لطيلطلة، وتقول إنه استمر حاكمًا لإقليم قلمرية حتى توفي سنة 1091.